# Мечеть Муртуза Мухтарова (Амирджаны)
Мечеть Муртуза Мухтарова (азерб. Murtuza Muxtarov məscidi) — мечеть с двумя минаретами, расположенная в посёлке Амирджаны Сураханского района города Баку в Азербайджане. 

## История мечети
Строительство мечети было начато в 1901 году жителями села Амирджаны. Однако, в связи с материальными трудностями, строительство было приостановлено. Население обратилось за помощью к миллионеру нефтяному магнату, уроженцу села Муртуза Мухтарову. Мухтарова заинтересовало строительство мечети и он пригласил несколько архитекторов для предоставления проектов. Все расходы строительства мечети Мухтаров взял на себя. Наконец, в 1908 году, мечеть была построена по проекту архитектора Зивер-бека Ахмедбекова.
В день открытия мечети в 1908 году ахунд села Амирджаны Абу Тураб, взобравшись на минбар мечети, прочитал хутбу (проповедь).
В годы советской власти мечеть стала использоваться как ткацкий цех. С 1985 по 1988 год здесь функционировал выставочный салон народного художника Азербайджана Саттара Бахлулзаде. В 1989 году же мечеть была отдана в распоряжение прихожан.

## Описание
У мечети имеется два минарета высотой 47 метров каждая. В каждом минарете 140 ступеней. Во втором этаже мечети некогда существовала специальная комната для женщин. В мечети молился и сам Муртуза Мухтаров. Могила Мухтарова и сегодня расположена во дворе мечети.
Этой мечети Мухтаров подарил Коран, который он изготовил по заказу в Стамбуле ещё во время строительства мечети. Тексты в этом Коране исписаны золотом, а сам Коран весит 25 кг. Сегодня эта книга хранится в мечети в качестве реликвии.
У мечети имеется два входа, один купол и 16 окон. Двери и окна отделаны шебеке. Круг над михрабом символизирует Аллаха, 4 свода — пророков, 4 колонны — священные книги, а тонкие линии под ними — 12 имамов. С правой и левой стороны мечети написаны приветствия пророкам на арабском языке.